# Mera Naam Mary Hai
Mera Naam Mary Hai è un brano musicale contenuto nel film Brothers del 2015, interpretato sullo schermo da Chinmayi, pubblicato il 9 luglio 2015.

## Descrizione
Il brano ha visto la presenza di Kareena Kapoor e Siddharth Malhotra. La performance di Kapoor venne lodata ma fu la canzone stessa ad essere molto criticata. La musica è stata composta da Ajay Gogavale e Atul Gogavale, mentre il testo è opera di Amitabh Bhattacharya.